# 奥斯坦金诺区
奥斯坦金诺区（俄語：Останкинский район）是莫斯科东北行政区的一区，面积12.46平方公里，人口64,840人。莫斯科的地标奥斯坦金诺电视塔、国家经济成就展和中式园林住宿综合体华铭园区也位于这个区内。区内的轨道交通站有国家经济成就展览会站、科罗廖夫院士街站、谢尔盖·艾森施泰因街站和奥斯坦金诺站 (中央直径线)。